# Mobil

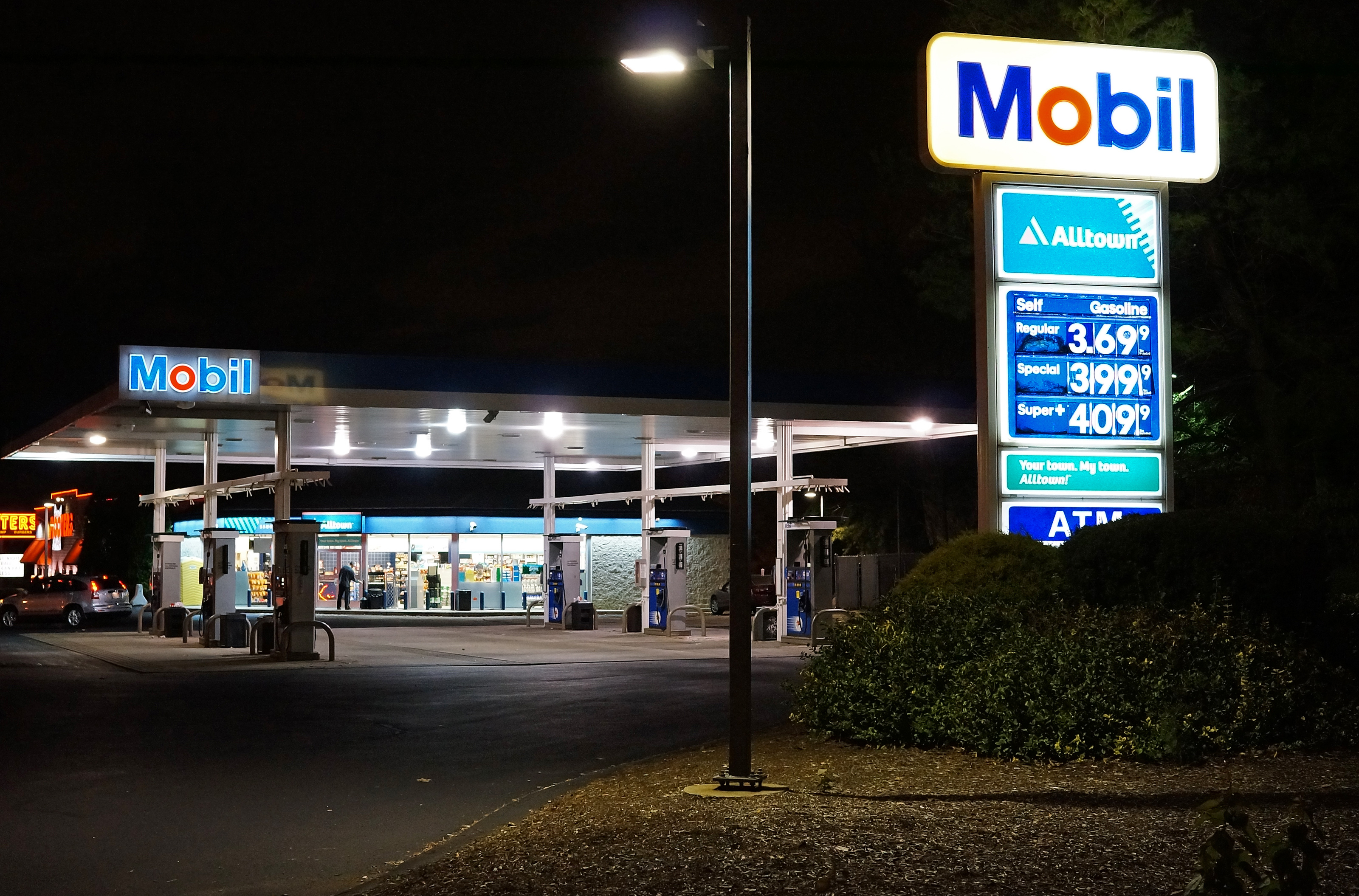
Trạm xăng Mobil Tuyến 1, Saugus, Massachusetts - cảnh ban đêm

Mobil, trước đây gọi là Socony-Vacuum Oil Company, là một công ty dầu lớn của Mỹ đã sáp nhập với Exxon vào năm 1999 để thành lập một công ty mẹ có tên ExxonMobil. Nó trước đây là một trong bảy công ty chị em thống trị ngành dầu khí toàn cầu từ giữa những năm 1940 cho đến những năm 1970. Ngày nay, Mobil tiếp tục là một thương hiệu lớn trong công ty kết hợp, cũng như vẫn là một trạm xăng đôi khi được kết hợp với cửa hàng riêng của mình hoặc On the Run. Trụ sở cũ của Mobil tại Quận Fairfax, Virginia, được sử dụng làm trụ sở hạ nguồn của ExxonMobil  cho đến năm 2015 khi ExxonMobil hợp nhất nhân viên vào một khuôn viên công ty mới ở Spring, Texas.

## Lịch sử

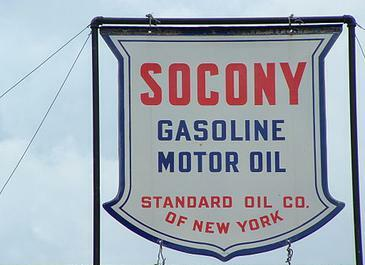
Dấu hiệu quảng cáo Socony tại một công viên chủ đề ở Lincoln, New Hampshire

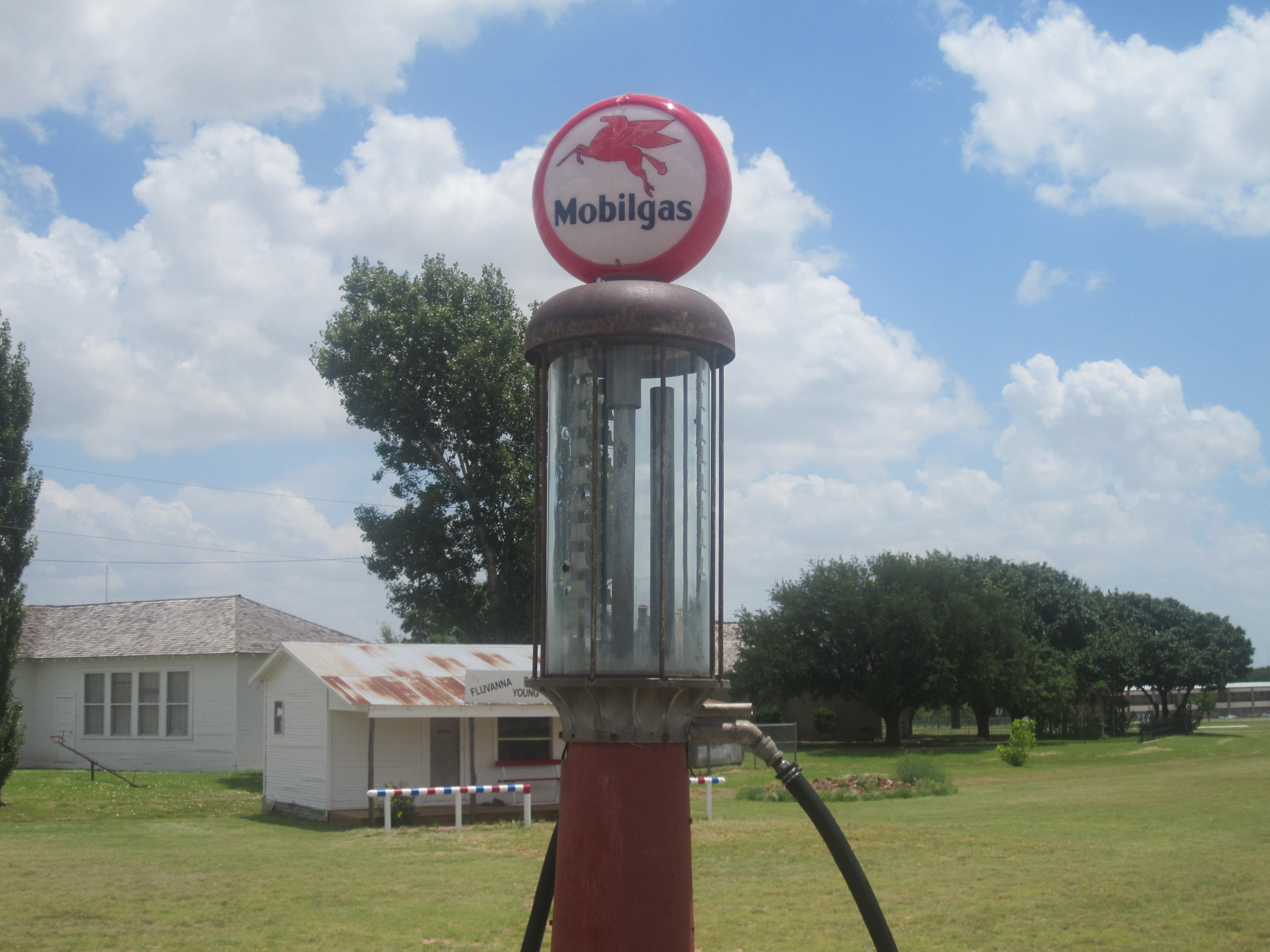
Máy bơm Mobilgas cũ được trưng bày trong khuôn viên của Đại hội Scurry County ở Snyder, Texas

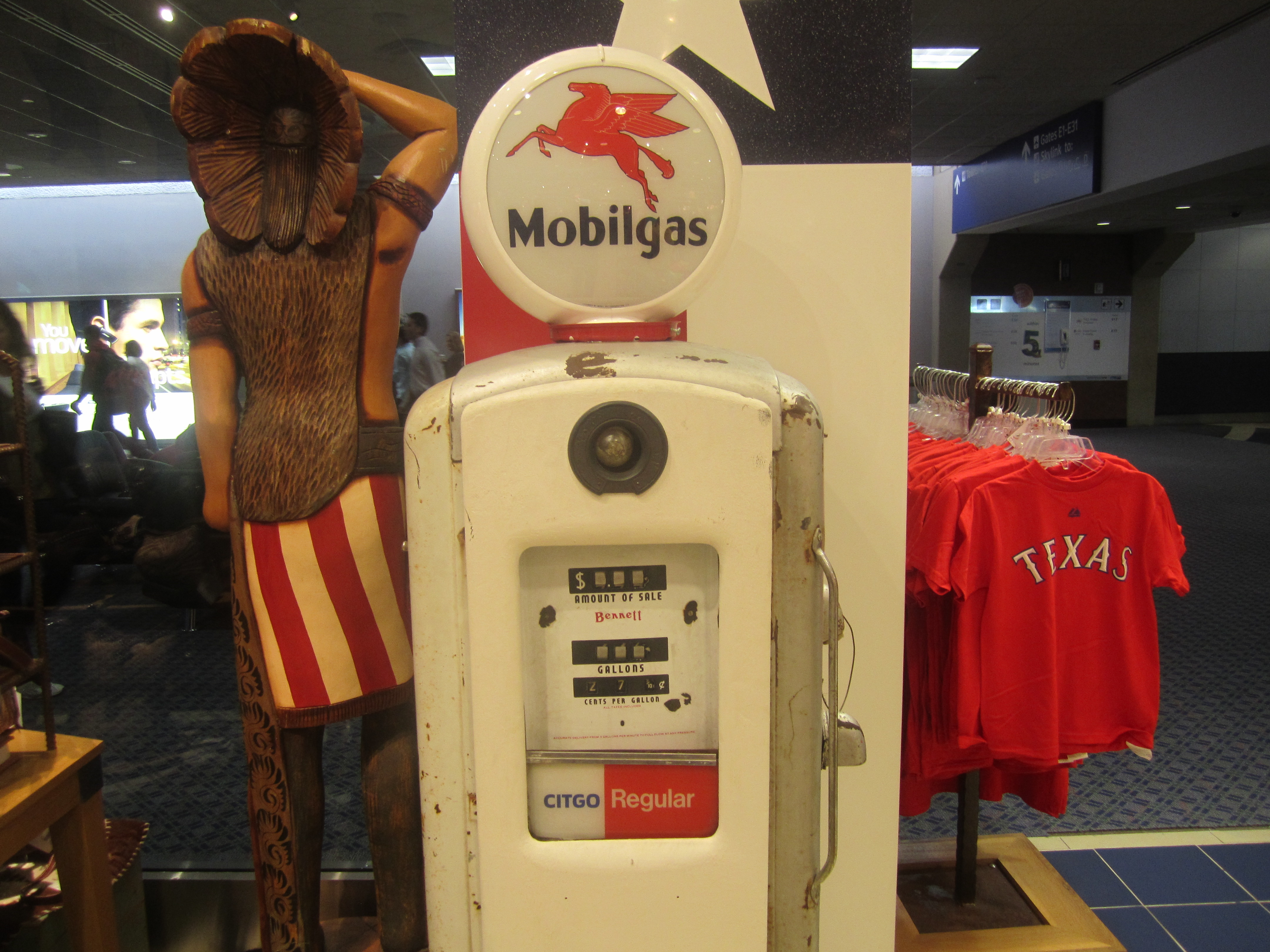
Bơm Mobilgas với khí 27 cent mỗi gallon tại Sân bay Quốc tế Dallas / Fort Worth

Sau khi Standard Oil tan rã vào năm 1911, Standard Oil Company of New York, hay Socony, được thành lập, cùng với 33 công ty kế nhiệm khác. Năm 1920, công ty đã đăng ký tên "Mobiloil" làm nhãn hiệu. 

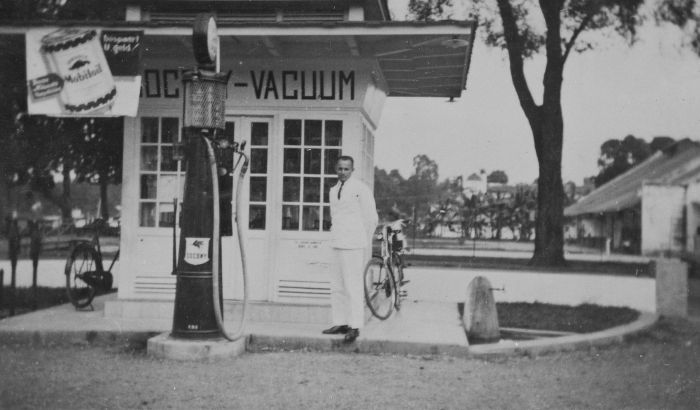
Trạm xăng Socony-hút chân không ở Đông Ấn Hà Lan

Henry Clay Folger là người đứng đầu công ty cho đến năm 1923, khi ông được Herbert L. Pratt kế nhiệm. Bắt đầu từ ngày 29 Tháng 2 năm 1928 trên NBC, Socony dầu đạt thính giả đài phát thanh với một chương trình hài kịch, Soconyland Sketches, kịch bản của William Ford Manley và tính năng Arthur Allen và Parker Fennelly như người nông thôn New England. Socony tiếp tục tài trợ cho chương trình khi nó chuyển đến CBS vào năm 1934. Năm 1935, nó trở thành Socony Sketchbook, với Christopher Morley và dàn nhạc Johnny Green.
Năm 1931, Socony sáp nhập với Vacuum Oil để tạo thành Socony-Vacuum.
Năm 1933, Socony-Vacuum và Jersey Standard (nơi có nhà máy sản xuất và lọc dầu ở Indonesia) đã hợp nhất lợi ích của họ ở Viễn Đông thành một liên doanh 50-50. Standard-Vacuum Oil Co., hay "Stanvac", hoạt động tại 50 quốc gia, bao gồm New Zealand, Trung Quốc và khu vực Đông Phi, trước khi giải thể vào năm 1962. Năm 1935, Socony Vacuum Oil đã mở Cảng dầu Mammoth khổng lồ trên đảo Staten, nơi có khả năng xử lý 250 triệu gallon sản phẩm dầu mỏ mỗi năm và có thể chuyển dầu bằng tàu chở dầu đi biển và xà lan trên sông.
Năm 1940, hành vi mua bán xăng của Socony-Vacuum đã dẫn đến vụ kiện chống độc quyền lớn của Hoa Kỳ v. Công ty Socony-Vacuum. Vụ kiện này bắt nguồn từ các hoạt động tổ chức cartel của Socony-Vacuum trong số các công ty dầu mỏ "lớn" mà họ đã mua dầu mỏ được gọi là các nhà sản xuất độc lập "dầu nóng" và lưu trữ thặng dư trong các bể để hạn chế cung cấp dầu có sẵn trên thị trường và giữ giá dầu cao một cách giả tạo. Trong quyết định của mình, Tòa án Tối cao Hoa Kỳ đã phán quyết rằng bất kể mục đích của việc ấn định giá hay nếu giá cả thay đổi, hành vi đó đều là bất hợp pháp: "Theo Đạo luật Sherman, một sự kết hợp được hình thành cho mục đích và với hiệu quả của việc tăng, thất vọng, sửa chữa, pegging, hoặc ổn định giá của một hàng hóa trong tiểu bang khác hoặc thương mại nước ngoài là bất hợp pháp cho mỗi hành vi... " Quy tắc này vẫn được sử dụng cho đến ngày nay cho các thỏa thuận xuất hiện để luôn luôn hoặc hầu như luôn hạn chế cạnh tranh và giảm sản lượng. 

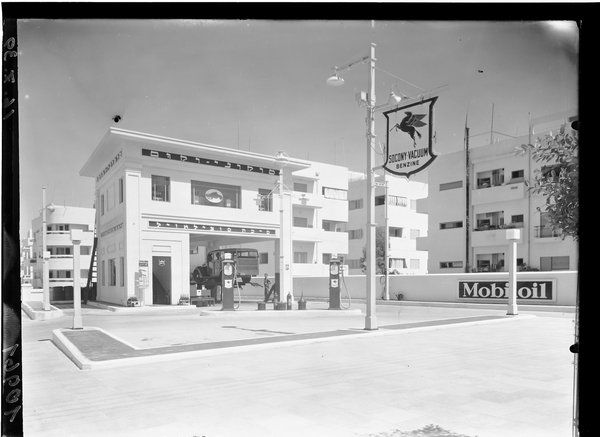
Trạm "benine" Socony-Vacuum có ký hiệu Mobil Oil, Allenby Street, Tel Aviv, 1939

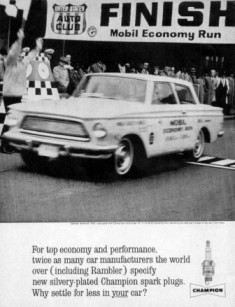
Mobil Economy Run đã tạo ra sự công khai và các chương trình khuyến mãi như quảng cáo năm 1962 này của Champion spark plug với một xe Rambler American.

Năm 1955, Socony-Vacuum được đổi tên thành Công ty Dầu mỏ Socony Mobil. Năm 1963, nó đổi tên thương mại từ "Mobiloil" thành "Mobil", giới thiệu một logo mới (được tạo bởi công ty thiết kế đồ họa New York Chermayeff & Geismar). Để kỷ niệm 100 năm thành lập vào năm 1966, tên "Socony" đã bị loại khỏi tên công ty.
Từ năm 1936 đến năm 1968, Mobil đã tài trợ cho một chương trình chạy kinh tế mỗi năm (trừ Thế chiến II), trong đó ô tô nội địa của nhiều nhà sản xuất khác nhau ở một số hạng giá và kích cỡ được điều khiển bởi những người lái xe nhẹ trên đường chạy xuyên quốc gia. Cuộc chạy Kinh tế này  bắt nguồn từ Công ty Dầu Gilmore của California vào năm 1936 (được Socony-Vacuum mua vào năm 1940) và sau đó trở thành Cuộc chạy Kinh tế của Mobilgas, và sau đó vẫn là Cuộc chạy Kinh tế của Mobil. Những chiếc xe chạy trong nền kinh tế được chạy bằng xăng Mobil, và Mobiloil và dầu nhờn cũng được sử dụng. Các phương tiện trong mỗi hạng đạt được số tiết kiệm nhiên liệu cao nhất đã được trao danh hiệu đáng thèm muốn là người chiến thắng Mobilgas Economy Run.